# Національний корпус шотландської мови
Scottish Corpus of Text and Speech (корпус шотландської мови та усного мовлення) — національний корпус шотландської (германської) мови, створений у 2004 році групою експертів: членами проєкту “Англійська мова” та проєкту “Стелла” Школи критичних досліджень в Університеті Глазго.

## Передумови створення THE SCOTS
У Шотландії мовна спадщина досить яскрава, відокремлена від інших. Теперішня мовна ситуація тут дуже насичена, адже тут уживаються шотландська, англійська, гельська та багато інших мовних громад.   Сучасні технології дозволили зберігати та аналізувати дуже великі обсяги інформації. THE SCOTS - перший масштабний проєкт, присвячений виключно мовам Шотландії. Він надає великий електронний корпус письмових та усних текстів мов цієї країни. Корпус існує з листопада 2004 року, і після регулярних оновлень та доповнень до травня 2007 року кількість слів на сайті досягла 4 мільйонів. Залишається сподіватися, що для тих, хто цікавиться мовною різноманітністю Шотландії, THE SCOTS дасть відповіді на всі цікаві запитання. Корпус має можливість досліджувати мови Шотландії по-новому, та усувати прогалини, які нині існують у наших знаннях про них.

## The SCOTS
Власне щодо самого корпусу, він створює враження сучасного, вкрай зручного, простого у використанні корпуса, що постійно розвивається та здатен дати відповіді на безліч питань. Так, наприклад, кожен бажаючий, у кого виникли будь-які зауваження, може відправити свої побажання на e-mail власникам, де вони, в свою чергу, можуть розглянути їх та внести відповідні корективи.

## Склад Корпусу
Шотландський корпус на даний момент містить понад 1100 письмових та усних текстів, де загалом більше 4000000 слів. 80 відсотків складають письмові тексти, а інші 20 - усні, які надаються нам у вигляді орфографічної транскрипції, синхронізованої з джерелом звуку або відео. Одна з функцій корпусу полягає в тому, щоб відображати цілі тексти там, де це можливо, а отже і наповнюваність корпусу помітно збільшується. У деяких випадках, із дозволу автора, може бути показана лише частина тексту. Представлена інформація в THE SCOTS взята із джерел, починаючи з 1945 року та закінчуючи сьогоднішнім днем. SCOTS прагне досягти справедливості для широких спектрів текстів, а також текстів різних видів мови, жанрів та регістрів; у максимальному обсязі представити ораторів чи письменників за жанровими, віковими, статевими, професійними та географічними ознаками.

## Види пошуку
SCOTS можна досліджувати різними способами, залежно від інтересів користувача. Корпус можна переглядати, наприклад, за прізвищем автора чи датою тексту, а всі тексти можна завантажувати у форматі звичайного тексту. Транскрипції синхронізуються з аудіо/відео файлами, які транслюються в потоковому режимі та також можуть бути завантажені.  Також існує три різні способи пошуку. Ті користувачі, яких  цікавить статистична інформація, наприклад, стосовно відносної частоти певних слів в різних жанрах, можуть використати дані шотландців у цьому напрямі. У залежності від кількості  бажаної інформації ви можете обрати швидкий, стандартний або розширений вид пошуку.
Виконуючи пошук з використанням швидкого або стандартного пошуку, ви потрапите на сторінку результатів з двох основних частин: резюме результатів пошуку, а також перелік документів.

### Швидкий пошук
Швидкий пошук - найпростіший спосіб знайти частоту використання того слова, у якому ви зацікавлені, у різноманітних аудіофайлах та текстових документах. У результаті чого ви отримуєте частоту використання слова та формат файлів, в яких воно використовується.

### Стандартний пошук
Стандартний пошук - дозволяє здійснити деякі не складні типи пошуку, а також дозволяє перегляд усіх документів, що містяться в корпусі.

### Розширений пошук
Розширений пошук надає ширший спектр можливостей. Тут представлена основна статистична інформація, конкорданс та карти, на які виводяться результати. Розширений пошук  поділяється за пошуковими критеріями, які можна задати для обмеження пошуку слів у текстах конкретного режиму (усної або письмової мов), жанру (листування, фантастика, інтерв’ю), або з визначеним набором критеріїв (розмови після 2000 року, професійні наукові статті…). Таким чином, результати відмінних пошукових запитів можуть бути погоджені одне з одним.

## Укладачі
Крім Університету Глазго у проекті брали участь фахівці наступних організацій:
- Оксфордського університету,
- Королівського університету Белфаста,
- Гельсінського університету,
- Scottish Language Dictionaries,
- Единбурзького університету,
- SCRAN,
- The Tuscan Word Centre